# 鴸

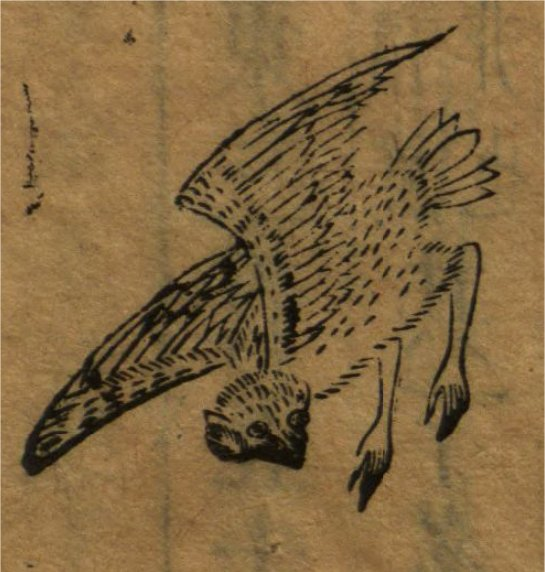
鴸。明代の木版画。―『山海経』。崇禎帝時代 1628–1644年の版本

鴸（）は、『山海経』「南山経」に記載される怪鳥。梟に似た人間の手を持つ鳥で、鴸が現れた場所では多くの官吏が追放されるという不吉な鳥。

## 読み
鴸は「シュ」（「ショ」）と読むと日本の字引にみえる。
中国読みはジュ（拼音: zhū）。

## 原典
形状は鴟（）に似て、人の手をもつ怪鳥が、柜山（）（「ヤナギ」の意の山）に棲んでいると『南山経』に記される。その鳴き声は痺（ウズラの雌）に似ており、その鴸と言う名称も、鳴き声にちなむ。人の目にふれることあれば、それはその県で多くの放士（官吏の放逐）がされる予兆だとしている。
『事物紺珠』では「人面人掌」であるとする。

## 考察

### 鳴き声
その鳴き声の擬音語がそのまま鳥名となったという例は、ほかにも鳧徯（「西山経」）等があり、日本の例ではカッコウが挙げられる。

### 凶兆
『図賛』では、鴸の出現を、鯨が波打ち際で死ぬ、彗星がよぎるという凶兆と比べている。ただし、鯨の死と彗星の予兆を二つの別々の凶兆とするのは曲解で、『淮南子』天文訓で鯨の死が彗星を予告するのであり、同書で挙げる八つの予兆（八物）の中に鴸は含まれない。
また鵃鵝（）という鳥（陶淵明の詩『讀山海經』其十二）は、この鴸のことであり、詩中に楚の懐王がしのばれるというのは、屈原という能吏を放逐したこの王のところへもこの兆候鳥は現れていただろうという言及である。
梟に似た凶兆鳥の例は、『山海経』においても他にいくつかある。

### 人面鳥と讙頭人
あくまで『山海経』じたいの文にしたがうならば、人の手を持つ鳥には属すが、人面鳥には属さない。
しかし、前述したように「人面人掌」とする書物もみつかる（『事物紺珠』）。
そして讙頭人という有翼で嘴をもつ民族（「海外南経」）を鴸と同定する近代の考察がある。この讙頭人と、堯の臣の讙兜が南海で罪を負って自殺した故事とを郭璞注では関連付けているが、讙兜とは堯の子丹朱のことであり、その末裔が讙頭国という鳥人国を建国したという伝説があった、と現代神話学者の袁珂が解き明かす。そして丹朱の伝説と（字面の似た）鴸の伝説は、換骨奪胎、もともと同じ伝説の異聞に過ぎないと論じている。